# Ryan Giggs
Ryan Joseph Giggs, OBE (născut Ryan Joseph Wilson; n. 29 noiembrie 1973, Cardiff, Țara Galilor, Regatul Unit) este un fost fotbalist galez, care a evoluat la Manchester United, în Premier League. Giggs a jucat de-a lungul carierei sale și în echipa națională de fotbal a Țării Galilor, înainte de a se retrage din fotbalul internațional pe 2 iunie 2007. Giggs a fost numit cavaler al Ordinului Imperic Britanic în cadrul Queen's 2007 Birthday Honours List, alături de fostul său coleg Teddy Sheringham. A jucat peste 1000 de meciuri pentru Manchester United.
Tatăl lui Giggs a fost Danny Wilson, un jucător notabil al Rugby League, și mama lui a fost Lynne Giggs. Deși s-a născut în Cardiff, a crescut în Pendlebury, Anglia, și vorbește cu un accent „mancun”. Tatăl lui era mulatru (avea ascendență sierraleoneză), și Giggs și-a exprimat mândria privind moștenirea sa culturală mixtă.
Dintre jucătorii din lotul actual al lui Manchester United, Giggs are cele mai multe sezoane petrecute la club, el făcându-și debutul la United în sezonul 1990-1991, și jucând ca titular din 1991-1992. Este pe locul 2 în clasamentul meciurilor oficiale jucate pentru Manchester United (în urma lui Bobby Charlton), și deține recordul de trofee câștigate de un jucător cu United (23). Din 1992, a câștigat nouă trofee de Premier League, patru de Cupă FA, două de Cupa Ligii, și una de Liga Campionilor. Are și două medalii de argint ale Cupei FA, respectiv Cupa Ligii, și a terminat de patru ori pe locul 2 cu United în prima ligă.
Giggs a fost căpitanul echipei de fotbal a Elevilor Angliei (unde pot juca toți elevii din Anglia, indiferent de naționalitate), dar ca adult a jucat pentru naționala Țării Galilor. Când a debutat în 1991 pentru Țara Galilor, Giggs avea doar 17 ani, și a stabilit pe atunci recordul de vârstă pentru un debut în naționala mare galeză. A devenit căpitanul selecționatei în 2004.
A câștigat de asemenea premiul pentru Jucătorul Tânăr al Anului AFP de două ori (1992 și 1993), devenind primul fotbalist care a câștigat trofeul în doi ani consecutivi - performanță repetată doar de Robbie Fowler și de actualul coechipier Wayne Rooney. Giggs deține și alte recorduri, precum cel pentru cel mai bun marcator all-time în Premier League, dintre fotbaliștii care nu joacă pe poziția de vârf de atac, precum și recordul pentru cel mai rapid gol marcat de Manchester United (15 secunde), stabilit în noiembrie 1995 într-un meci împotriva lui Southampton. Fanii au votat de asemenea că Giggs a marcat cel mai frumos gol din istoria lui Manchester United, într-o semifinală de Cupă FA cu Arsenal Londra, în care a depășit patru fundași (pe Lee Dixon de două ori) înainte să marcheze.
Giggs poartă tricoul cu numărul 11 din 1993, când s-a stabilit regulamentul privind păstrarea numărului de pe tricou într-un sezon.
Giggs a fost vicecăpitan la Manchester United. 
Recent, a fost implicat într-un uriaș scandal, după ce presa britanică și rețeaua Twitter au scris că, timp de 8 ani, ar fi fost implicat într-o relație adulterină cu soția fratelui său.

## Cariera internațională

### Goluri internaționale

#### Țara Galilor
| #  | Data              | Stadion                  | Oponent         | Scor | Rezultat   | Competiția                                             |
| -- | ----------------- | ------------------------ | --------------- | ---- | ---------- | ------------------------------------------------------ |
| 1  | 31 martie 1993    | Cardiff, Țara Galilor    | Belgia          | 2–0  | Victorie   | Calificările pentru Campionatul Mondial de Fotbal 1994 |
| 2  | 8 septembrie 1993 | Cardiff, Țara Galilor    | Cehia           | 2–2  | Remiză     | Calificările pentru Campionatul Mondial de Fotbal 1994 |
| 3  | 7 septembrie 1994 | Cardiff, Țara Galilor    | Albania         | 2–0  | Victorie   | Preliminariile Campionatului European de Fotbal 1996   |
| 4  | 2 iunie 1996      | Serravalle, San Marino   | San Marino      | 5–0  | Victorie   | Calificările pentru Campionatul Mondial de Fotbal 1998 |
| 5  | 11 noiembrie 1997 | Bruxelles, Belgia        | Belgia          | 2–3  | Înfrângere | Calificările pentru Campionatul Mondial de Fotbal 1998 |
| 6  | 4 septembrie 1999 | Minsk, Belarus           | Belarus         | 2–1  | Victorie   | Preliminariile Campionatului European de Fotbal 2000   |
| 7  | 29 martie 2000    | Cardiff, Țara Galilor    | Finlanda        | 1–2  | Înfrângere | Meci amical                                            |
| 8  | 29 martie 2003    | Cardiff, Țara Galilor    | Azerbaidjan     | 4–0  | Victorie   | Preliminariile Campionatului European de Fotbal 2004   |
| 9  | 8 octombrie 2005  | Belfast, Irlanda de Nord | Irlanda de Nord | 3–2  | Victorie   | Calificările pentru Campionatul Mondial de Fotbal 2006 |
| 10 | 12 octombrie 2005 | Cardiff, Țara Galilor    | Azerbaidjan     | 2–0  | Victorie   | Calificările pentru Campionatul Mondial de Fotbal 2006 |
| 11 | 12 octombrie 2005 | Cardiff, Țara Galilor    | Azerbaidjan     | 2–0  | Victorie   | Calificările pentru Campionatul Mondial de Fotbal 2006 |
| 12 | 28 martie 2007    | Cardiff, Țara Galilor    | San Marino      | 3–0  | Victorie   | Preliminariile Campionatului European de Fotbal 2008   |

#### Marea Britanie
| # | Data          | Stadion                         | Oponent               | Scor | Rezultat | Competiția                         |
| - | ------------- | ------------------------------- | --------------------- | ---- | -------- | ---------------------------------- |
| 1 | 29 iulie 2012 | Wembley Stadium, Londra, Anglia | Emiratele Arabe Unite | 3–1  | Win      | Jocurile Olimpice de vară din 2012 |

## Statistici carieră
| Club              | Sezon     | Campionat | Campionat | Cupa Angliei | Cupa Angliei | Cupa Ligii | Cupa Ligii | LC si EL | LC si EL | Alte competitii | Alte competitii | Total   | Total  |
| Club              | Sezon     | Meciuri   | Goluri    | Meciuri      | Goluri       | Meciuri    | Goluri     | Meciuri  | Goluri   | Meciuri         | Goluri          | Meciuri | Goluri |
| ----------------- | --------- | --------- | --------- | ------------ | ------------ | ---------- | ---------- | -------- | -------- | --------------- | --------------- | ------- | ------ |
| Manchester United | 1990–91   | 2         | 1         | 0            | 0            | 0          | 0          | 0        | 0        | 0               | 0               | 2       | 1      |
| Manchester United | 1991–92   | 38        | 4         | 3            | 0            | 8          | 3          | 1        | 0        | 1               | 0               | 51      | 7      |
| Manchester United | 1992–93   | 41        | 9         | 2            | 2            | 2          | 0          | 1        | 0        | 0               | 0               | 46      | 11     |
| Manchester United | 1993–94   | 38        | 13        | 7            | 1            | 8          | 3          | 4        | 0        | 1               | 0               | 58      | 17     |
| Manchester United | 1994–95   | 29        | 1         | 7            | 1            | 0          | 0          | 3        | 2        | 1               | 0               | 40      | 4      |
| Manchester United | 1995–96   | 33        | 11        | 7            | 1            | 2          | 0          | 2        | 0        | 0               | 0               | 44      | 12     |
| Manchester United | 1996–97   | 26        | 3         | 3            | 0            | 0          | 0          | 7        | 2        | 1               | 0               | 37      | 5      |
| Manchester United | 1997–98   | 29        | 8         | 2            | 0            | 0          | 0          | 5        | 1        | 1               | 0               | 37      | 9      |
| Manchester United | 1998–99   | 24        | 3         | 6            | 2            | 1          | 0          | 9        | 5        | 1               | 0               | 41      | 10     |
| Manchester United | 1999–2000 | 30        | 6         | –            | –            | 0          | 0          | 11       | 1        | 3               | 0               | 44      | 7      |
| Manchester United | 2000–01   | 31        | 5         | 2            | 0            | 0          | 0          | 11       | 2        | 1               | 0               | 45      | 7      |
| Manchester United | 2001–02   | 25        | 7         | 1            | 0            | 0          | 0          | 13       | 2        | 1               | 0               | 40      | 9      |
| Manchester United | 2002–03   | 36        | 8         | 3            | 2            | 5          | 0          | 15       | 5        | 0               | 0               | 59      | 15     |
| Manchester United | 2003–04   | 33        | 7         | 5            | 0            | 0          | 0          | 8        | 1        | 1               | 0               | 47      | 8      |
| Manchester United | 2004–05   | 32        | 5         | 4            | 0            | 1          | 1          | 6        | 2        | 1               | 0               | 44      | 8      |
| Manchester United | 2005–06   | 27        | 3         | 2            | 1            | 3          | 0          | 5        | 1        | 0               | 0               | 37      | 5      |
| Manchester United | 2006–07   | 30        | 4         | 6            | 0            | 0          | 0          | 8        | 2        | 0               | 0               | 44      | 6      |
| Manchester United | 2007–08   | 31        | 3         | 2            | 0            | 0          | 0          | 9        | 0        | 1               | 1               | 43      | 4      |
| Manchester United | 2008–09   | 28        | 2         | 2            | 0            | 4          | 1          | 11       | 1        | 2               | 0               | 47      | 4      |
| Manchester United | 2009–10   | 25        | 5         | 1            | 0            | 2          | 1          | 3        | 1        | 1               | 0               | 32      | 7      |
| Manchester United | 2010–11   | 25        | 2         | 3            | 1            | 1          | 0          | 8        | 1        | 1               | 0               | 38      | 4      |
| Manchester United | 2011–12   | 25        | 2         | 2            | 0            | 1          | 1          | 5        | 1        | 0               | 0               | 33      | 4      |
| Manchester United | 2012–13   | 22        | 2         | 4            | 1            | 1          | 2          | 5        | 0        | –               | –               | 32      | 5      |
| Manchester United | 2013–14   | 12        | 0         | 0            | 0            | 2          | 0          | 7        | 0        | 1               | 0               | 22      | 0      |
| Total             | Total     | 672       | 114       | 74           | 12           | 41         | 12         | 157      | 29       | 19              | 1               | 963     | 168    |

La 1 februarie 2014.

### Internațional
| Țara Galilor            | Țara Galilor | Țara Galilor |
| An                      | Meciuri      | Goluri       |
| ----------------------- | ------------ | ------------ |
| 1991                    | 2            | 0            |
| 1992                    | 3            | 0            |
| 1993                    | 6            | 2            |
| 1994                    | 1            | 1            |
| 1995                    | 3            | 0            |
| 1996                    | 3            | 1            |
| 1997                    | 3            | 1            |
| 1998                    | 1            | 0            |
| 1999                    | 3            | 1            |
| 2000                    | 4            | 1            |
| 2001                    | 4            | 0            |
| 2002                    | 5            | 0            |
| 2003                    | 7            | 1            |
| 2004                    | 3            | 0            |
| 2005                    | 6            | 3            |
| 2006                    | 5            | 0            |
| 2007                    | 4            | 1            |
| Marea Britanie olimpică |              |              |
| 2012                    | 4            | 1            |
| Total                   | 68           | 13           |

### Statistici antrenorat
La 11 mai 2014.
| Echipa            | Început         | Sfârșit | Rezultate | Rezultate | Rezultate | Rezultate | Rezultate | Rezultate |
| Echipa            | Început         | Sfârșit | G         | W         | D         | L         | Win %     | Ref.      |
| ----------------- | --------------- | ------- | --------- | --------- | --------- | --------- | --------- | --------- |
| Manchester United | 22 aprilie 2014 | prezent | 4         | 2         | 1         | 1         | 50        | [ 14 ]    |

## Palmares

### Club
Manchester United
- Premier League (13): 1992–93, 1993–94, 1995–96, 1996–97, 1998–99, 1999–2000, 2000–01, 2002–03, 2006–07, 2007–08, 2008–09, 2010–11, 2012–13
- FA Cup (4): 1993–94, 1995–96, 1998–99, 2003–04
- Football League Cup (4): 1991–92, 2005–06, 2008–09, 2009–10
- FA Community Shield (9): 1993, 1994, 1996, 1997, 2003, 2007, 2008, 2010, 2013
- UEFA Champions League (2): 1998–99, 2007–08
- UEFA Super Cup (1): 1991
- Intercontinental Cup (1): 1999
- FIFA Club World Cup (1): 2008

### Individual
- PFA Young Player of the Year (2): 1991–92, 1992–93
- PFA Team of the Year (6): 1992–93, 1997–98, 2000–01, 2001–02, 2006–07, 2008–09
- PFA Team of the Century (1): 1997–2007[15]
- PFA Players' Player of the Year (1): 2008–09
- FWA Tribute Award: 2007
- Bravo Award (1): 1993
- BBC Sports Personality of the Year (1): 2009
- BBC Wales Sports Personality of the Year (2): 1996, 2009
- GQ Sportsman of the Year (1): 2010[16]
- Sir Matt Busby Player of the Year (1): 1997–98
- Jimmy Murphy Young Player of the Year (2): 1990–91, 1991–92
- Premier League 10 Seasons Awards (1992–93 to 2001–02): Overall Team of the Decade
- Premier League 20 Seasons Awards (1992–93 to 2011–12): Most Player Appearances (596)
- UEFA Champions League 10 Seasons Dream Team (1992 to 2002): 2002
- Wales Player of the Year Award (2): 1996, 2006
- Premier League Player of the Month (3): septembrie 1993, august 2006, februarie 2007
- Goal of the Season (1): 1998–99
- English Football Hall of Fame Inductee: 2005
- Golden Foot: 2011

### Ordine și premii speciale
- OBE pentru servicii aduse fotbalului: 2007[5]
- Doctor în Litere onorific din partea Univesității Salford pentru contribuții aduse fotbalului și acțiunile caritabile susținute în țările în curs de dezvoltare: 2008[17]
- Freedom of the City of Salford: 7 ianuarie 2010.[18] He is the 22nd person to receive the Freedom of the City of Salford.[18]